# 羅伯特·祖積
羅伯特·祖積（德語：Robert Žulj；1992年2月5日—）是一位奧地利足球運動員。在場上的位置是前鋒。現效力於阿聯酋阿拉伯海灣聯賽球隊伊蒂哈德卡爾巴。他的弟弟彼得·祖積也是一位足球運動員。他也代表奧地利國家足球隊參賽。